# سلام (فیلم ۲۰۱۷)
سلام! (Hello) فیلمی هندی محصول سال ۲۰۱۷، در ژانر اکشن و عاشقانه است. نویسنده و کارگردان آن ویکرام کومار و تهیه‌کننده‌اش آکینی ناگرجونا زیر نظر آناپورنا استودیوز است. در این فیلم آکیل آکیننی، کالیانی پریادارشان، جاگاپاتی ببو و رامیا کریشنان بازی می‌کنند. همچنین آنوپ روبنس آهنگساز آن است. نسخهٔ اصلی آن به زبان تلوگو است، اما به زبان هندی، زبان تامیلی و زبان مالایالم هم دوبله شد. «سلام!» در ۲۲ دسامبر ۲۰۱۷ منتشر شد.

## داستان
سینو یک کودک خیابانی یتیم است که در خیابان ویولن می‌زند و پول می‌گیرد. او با دختربچه‌ای به‌نام جونو آشنا می‌شود و با او دوست می‌شود. دوستی‌شان هر روز قوی‌تر می‌شود؛ تا زمانیکه، خانوادهٔ جونو به خاطر انتقال پدرش، باید به دهلی مهاجرت کنند. جونو هنگام رفتن، شماره تلفنش را روی یک اسکناس ۱۰۰ روپیه‌ای به سینو می‌دهد، اما دزدی به‌نام پاندو اسکناس را می‌دزدد. سینو به‌دنبال دزد می‌رود تا اسکناس را پس بگیرد که ساروجینی، رانندهٔ یک ماشین، با او برخورد می‌کند. هنگامی که سینو در بیمارستان است، ساروجینی به خودش قول می‌دهد که اگر پسربچه زنده بماند، اشتباهش را جبران کند.
۱۴ سال بعد، سینو با نام آویناش/آوی و جونو با نام پریا بزرگ شده‌اند. هر دو زندگی خوبی دارند اما بدون هم خوشحال نیستند. در تماس اشتباه با یک راننده تاکسی، سینو آهنگی را که در دوران کودکی برای جونو ساخته بود، می‌شنود. در تماس بعدی با آن راننده می‌فهمد که این آهنگ در یک جشنواره موسیقی اجرا شده‌است، اما یک دزد(همان پاندو) گوشی او را می‌دزدد. حالا سینو می‌خواهد گوشی را پس بگیرد تا جونو را دوباره ببیند.
فلاش‌بک نشان می‌دهد که آوی با ساروجینی و پراکاش در حیدرآباد زندگی می‌کند، ولی جونو در دهلی است و به سینو فکر می‌کند. پدر جونو باید به آمریکا منتقل شود. قبل از رفتن به آمریکا، او می‌خواهد در عروسی دوست نزدیکش شرکت کند و سینو را در حیدرآباد پیدا کند. آوی در حالی که از مادرش در فرودگاه استقبال می‌کند، پریا را می‌بیند اما او را نمی‌شناسد. وقتی که پریا اسکناسهای ۱۰۰ روپیه‌ای به کودکان خیابانی می‌دهد، پریا و آوی دوباره با هم ملاقات می‌کنند. آنها در عروسی به هم نزدیک می‌شوند اما پریا به یاد سینو می‌افتد و فرار می‌کند. آوی او را دنبال می‌کند و به‌طور تصادفی النگوی هدیه‌ای را می‌شکند که او از سینو هدیه گرفته بود. پریا خشمگین و دلشکسته است که به آوی سیلی می‌زند.
در زمان حال، آوی پس از کشمکش با مافیا، گوشی‌اش را پس می‌گیرد و می‌فهمد که جونو در جشنواره موسیقی حیدرآباد است. او پریا را در جشنواره می‌بیند که هنوز از دعوایشان در عروسی ناراحت است. آنها همدیگر را می‌بخشند. آوی یک النگو به پریا هدیه می‌دهد و برایش آرزوی موفقیت می‌کند. آوی در جستجوی جونو، به یک غرفهٔ فروش ساز می‌رود و شروع به نواختن همان آهنگ دوران کودکی‌شان می‌کند. جونو با شنیدن آهنگ ناگهان به دنبال سینو می‌گردد اما نمی‌تواند او را پیدا کند. آوی ۱۰۰ روپیه‌ای گمشده را با شماره تلفن جونو روی آن پیدا می‌کند و چند بار به آن شماره زنگ می‌زند، اما جونو تماسها را قطع می‌کند چون او هم دنبال نوازندهٔ آهنگ در محل جشنواره می‌گردد. جونو بالاخره تماس را جواب می‌دهد اما اندکی بعد شارژ گوشی آوی تمام می‌شود. اکنون سینو می‌داند که جونو هم همان جاست. او دوباره به غرفهٔ فروشی می‌رود که جونو در آن ویولن نواخته بود و برای آخرین بار همان آهنگ را می‌نوازد. جونو با شنیدن آهنگ به دنبال صدا می‌دود تا نوازنده را پیدا کند. سینو که از دیدن جونو/پریا با نگاه ناامیدش مبهوت شده، جونو را می‌شناسد و هر دو عاشقانه یکدیگر را بغل می‌کنند.

## بازیگران
- آکیل آکیننی در نقش سینو/آویناش
  - میکاییل گاندی در نقش کودکی سینو
- کالیانی پریادارشان در نقش جونو/پریا
  - میرا داندکار در نقش کودکی جونو
- جاگاپاتی ببو در نقش پراکاش، پدرخوانده آویناش
- رامیا کریشنان در نقش ساروجینی، مادرخوانده آویناش
- آجی در نقش ریشی
- ساتیا کریشنان در نقش مادر پریا
- آنیش کورویلا در نقش پدر پریا
- ونلا کیشور در نقش نامزد دوست پریا
- پوسانی کریشنا مورالی در نقش افسر پلیس
- نیودیتا ساتیش در نقش کاویتا، دوست پریا
- پراوین در نقش راننده تاکسی
- کریشنودو در نقش فروشندهٔ پانی پوری
- راگو مستر در نقش فروشندهٔ ساز (حضور افتخاری)

## موسیقی متن
موسیقی فیلم را آنوپ روبنس ساخته‌است و در آدیتیا موزیک منتشر شده. بازبینی صوت در ویساکاپاتنام در ۷ دسامبر ۲۰۱۷ انجام شد. این فیلم ۵۰مین فیلم آنوپ روبنس است.
| فهرست قطعه‌های اصلی تلوگو | فهرست قطعه‌های اصلی تلوگو     | فهرست قطعه‌های اصلی تلوگو | فهرست قطعه‌های اصلی تلوگو | فهرست قطعه‌های اصلی تلوگو |
| شماره                    | نام                          | سراینده                  | خواننده(ها)              | مدت                      |
| ------------------------ | ---------------------------- | ------------------------ | ------------------------ | ------------------------ |
| ۱.                       | «Hello»                      | وانامالی شرشتا           | آرمان مالک               | ۳:۳۳                     |
| ۲.                       | «Anaganaga Oka Uru»          | چاندرابوس                | سری دروتی                | ۵:۲۹                     |
| ۳.                       | «Thalachi Thalachi»          | وانامالی                 | هاریاچاران               | ۵:۲۰                     |
| ۴.                       | «Yevevo»                     | چاندرابوس                | آکیل آکیننی جونیتا گاندی | ۴:۵۳                     |
| ۵.                       | «Anaganaga Oka Uru» (Female) | چاندرابوس                | شریا                     | ۴:۵۲                     |
| ۶.                       | «Merise Merise»              | وانامالی                 | هاریاچاران تی سرینیدی    | ۵:۲۰                     |
| مجموع مدت:               | مجموع مدت:                   | مجموع مدت:               | مجموع مدت:               | ۲۹:۴۸                    |

## انتشار فیلم
سلام! در ۲۲ دسامبر ۲۰۱۷ در سراسر جهان اکران شد. سپس با نام تقدیر به زبان هندی دوبله شد و در تاریخ ۲۳ ژوئن ۲۰۱۸ در استار گولد اکران شد. با همین نام به زبان تامیلی دوبله شد و در استار ویجی نمایش داده شد. بعداً به زبان مالایالم با همین نام در سال ۲۰۱۹ روی پرده رفت.

## گیشه
این فیلم در چهار روز ₹۲۶/۴ کرور در سرتاسر جهان فروخت و سهم توزیع‌کنندگان آن ₹۱۴/۳۸ کرور بود. در آندرا پرادش و تلانگانا، فروش چهار روزه ₹۱۵/۷۵ کرور با سهم ₹۱۰/۱ کرور بود. سلام در هفته اول ₹۳۴ کرور به دست آورد.

## مسائل حقوقی
مردی اهل جارکند ادعا کرد که شماره تلفن نشان داده‌شده در فیلم (شمارهٔ جونو)، متعلق به او بوده‌است و او چندین تماس از سوی طرفداران دریافت کرده‌است. او ادعا کرد که زندگی شخصی و حرفه‌ایش به دلیل تماسها تحت تأثیر قرار گرفت و درخواست جبران خسارت به مبلغ ۵ میلیون روپیه داشت. سازندگان فیلم اصرار داشتند که از شرکت مخابراتی مربوطه اجازهٔ لازم را دریافت کرده‌اند. اما شرکت این ادعاها را رد کرد و گفت که چنین مجوزی اعطا نشده‌است.

## افتخارات
۶۵مین دوره جایزه فیلم‌فیر جنوب
- برنده – جایزه فیلم فیر برای بهترین فیلم اول زن – جنوب – کالیانی پریادارشان
- نامزد – جایزه فیلم فیر برای بهترین کارگردان موسیقی – تلوگو – آنوپ روبنس
- نامزد – جایزه فیلم فیر برای بهترین خواننده فیلم مرد – تلوگو – آرمان مالک – «سلام»

هفتمین جشنواره جوایز بین‌المللی فیلم جنوب هند
- برنده – جایزه SIIMA برای بهترین فیلم اول زن (تلوگو) – کالیانی پریادارشان
- نامزد – جایزه SIIMA برای بهترین خواننده فیلم مرد (تلوگو) – آرمان مالک – «سلام»